# Agostino Ricchi
Pour les articles homonymes, voir Ricchi.
 (novembre 2023).
La mise en forme du texte ne suit pas les recommandations de Wikipédia : il faut le « wikifier ».
Les points d'amélioration suivants sont les cas les plus fréquents :
- Les titres sont pré-formatés par le logiciel. Ils ne sont ni en capitales, ni en gras.
- Le texte ne doit pas être écrit en capitales (les noms de famille non plus), ni en gras, ni en italique, ni en « petit »…
- Le gras n'est utilisé que pour surligner le titre de l'article dans l'introduction, une seule fois.
- L'italique est rarement utilisé : mots en langue étrangère, titres d'œuvres, noms de bateaux, etc.
- Les citations ne sont pas en italique mais en corps de texte normal. Elles sont entourées par des guillemets français : « et ».
- Les listes à puces sont à éviter, des paragraphes rédigés étant largement préférés. Les tableaux sont à réserver à la présentation de données structurées (résultats, etc.).
- Les appels de note de bas de page (petits chiffres en exposant, introduits par l'outil «  Source ») sont à placer entre la fin de phrase et le point final[comme ça].
- Les liens internes (vers d'autres articles de Wikipédia) sont à choisir avec parcimonie. Créez des liens vers des articles approfondissant le sujet. Les termes génériques sans rapport avec le sujet sont à éviter, ainsi que les répétitions de liens vers un même terme.
- Les liens externes sont à placer uniquement dans une section « Liens externes », à la fin de l'article. Ces liens sont à choisir avec parcimonie suivant les règles définies. Si un lien sert de source à l'article, son insertion dans le texte est à faire par les notes de bas de page.
- La présentation des références doit suivre les conventions bibliographiques. Il est recommandé d'utiliser les modèles {{Ouvrage}}, {{Chapitre}}, {{Article}}, {{Lien web}} et/ou {{Bibliographie}}. Le mode d'édition visuel peut mettre en forme automatiquement les références.
- Insérer une infobox (cadre d'informations à droite) n'est pas obligatoire pour parachever la mise en page.

Pour une aide détaillée, merci de consulter Aide:Wikification.
Si vous pensez que ces points ont été résolus, vous pouvez retirer ce bandeau et améliorer la mise en forme d'un autre article.
Agostino Ricchi est un humaniste, écrivain et médecin italien, né à Lucques au commencement du XVIe siècle.

## Biographie
Ricchi fut médecin du pape Jules III et traduisit quelques ouvrages de Galien ; mais ce qui le recommande plus spécialement au souvenir des littérateurs, c'est sa comédie Les trois tyrans (I tre tiranni). Jouée à Bologne en présence du pape et de l'Empereur, à l'occasion de la fête qui eut lieu pour célébrer l'anniversaire du couronnement de Charles Quint, elle fut imprimée con privilegio apostolico et venitiano. Une dédicace, datée de Ferrare et conçue dans les termes de l'adulation la plus outrée, en fit hommage au cardinal Hippolyte de Médicis. Cette pièce paraît avoir obtenu le plus brillant succès ; les trois tyrans qu'elle annonce sont  l'Amour, la Fortune et l'Or ; elle retrace l'empire qu'ont sur les faibles humains ces trois maîtres  absolus. Calquée sur le modèle des comédies grecques telles que nous les ont fait connaître les imitations de Plaute et de Térence, elle mit sur la scène des vieillards imbéciles, des jeunes gens dérangés, des parasites au grand appétit, des valets fourbes, sans oublier une ruffiana. Tous ces personnages portent les noms grecs de Philocrate, Calonide, Sistagire, Phronèsie, Chrisaule ; c'est Mercure qui débite le prologue. Tout cela n'empêche point que l'action ne se passe au XVIe siècle, que les héros des romans de chevalerie ne soient mentionnés à l'occasion, que Satan et Lucifer ne soient gravement  injuriés, et qu'on ne trouve par ci par là quelques lambeaux du latin des offices de l'Église. Il se présente même un personnage qui parle espagnol ; c'était assez l'usage chez les écrivains dramatiques de l'époque d'étaler sur le théâtre leur érudition polyglotte ; dans les pièces de Torres Navarro, dans celles de Calmo et de plusieurs autres, on rencontre parfois jusqu'à cinq ou six interlocuteurs différents, s'exprimant chacun dans un idiome particulier. La comédie de Ricchi ne manque d'ailleurs ni de mérite ni d'agrément ; le vers est rapide, le dialogue facile et vif, les plaisanteries y sont continuelles, et, si l'intrigue et les détails sont entachés d'immoralité, c'est un reproche que méritent toutes les compositions dramatiques de l'Italie antérieures à l'an 1550. Les personnages les plus augustes se déridaient alors sans scrupule à de joyeuses représentations; Les trois tyrans pouvaient bien s'offrir à un prince de l'Église, puisque Rabelais ne craignait pas de dédier au cardinal de Châtillon Le Quart Livre.